# Haliyal
Haliyal är en ort i Indien.   Den ligger i distriktet Uttar Kannada och delstaten Karnataka, i den sydvästra delen av landet, 1 500 km söder om huvudstaden New Delhi. Haliyal ligger 554 meter över havet och antalet invånare är 21 625.
Terrängen runt Haliyal är platt. Runt Haliyal är det ganska tätbefolkat, med 144 invånare per kvadratkilometer. Närmaste större samhälle är Dandeli, 16,5 km väster om Haliyal. Trakten runt Haliyal består till största delen av jordbruksmark.